# StarCraft
StarCraft je strateška računalna igra proizvođačke kompanije Blizzard. Pripada među najuspjelije izdanke RTS (Real Time Strategy) igara, te još i danas ima ogromnu zajednicu (pogotovo u  Južnoj Koreji), koja se okuplja na najpoznatijem besplatnom mrežnom serveru za igranje   - Battle.net-u. Svoju popularnost prije svega duguje iznimno brzom i fluidnom načinu igranja, kao i trima bitno različitim frakcijama: Terrans, Zerg i Protoss.

## Koncept igre
Osnovni cilj u StarCraftu je skupljanje dvaju resursa -  minerala i  plina, koji su potrebni za izgradnju  jedinica i zgrada.Za igru treba mnogo razmišljati i igrati jako pametno s određenim jedinicama na druge protivničke jedinice. Minerali, koji su potrebni za izgradnju svih jedinica, su na mapi prikazani kao plave  kristalne formacije. Njih sakupljaju, ovisno o strani, posebne radničke jedinice (SCV za Terrane, Drone za Zergove, Probe za Protosse). Vespene plin je potreban samo za neke naprednije jedinice. Na mapi se pojavljuje kao  gejzir na kojemu je, prije nego počne sakupljanje plina, prvo potrebno napraviti posebnu strukturu (Refinery za Terrane, Extractor za Zergove, Assimilator za Protosse).
Igrači su ograničeni na konačni broj jedinica koji mogu kontrolirati(200), a i svaka jedinica zahtijeva održavanje (kod Terrana se ta potreba zadovoljava Supply Depot-ima, kod Zerga Overlord-ima, kod Protossa Pylon-ima). Igrač mora održavati dovoljno tih struktura/jedinica kako bi mogao podržavati svu svoju  vojsku, inače privremeno ostane u nemogućnosti gradit i jedinice.

### Terrans
Terrani su fiktivna verzija ljudske  rase u budućnosti, odnosno svijetu StarCrafta.

### Zerg
Zergovi su insektoidna  izvanzemaljska rasa te glavni antagonisti u cijeloj StarCraft sagi.

### Protoss
Protossi su moćna  humanoidna rasa sastavljena od dvaju društava - konzervativni Khalai Protoss te dark templari.

## Blizzard
Igra je izašla na tržište 1997. godine. Od početka je stekla svoju popularnost i velik uspjeh. Igra za današnje standarde nije grafički dobra, ali se igrivost sve do danas uspjela očuvati. Treba napomenuti da se Blizzard dosta namučio kako bi napravili ovaj odličan RTS (radili su od 1994. do 1997. godine).

## StarCraft II
Blizzard Entertainment je 27. srpnja 2010. diljem svijeta distribuirao Starcraft II. Sama igra je podijeljena u tri dijela: bazna igra nazvana Starcraft II: Krila slobode te dvije ekspanzije (Srce Roja i Naslijeđe Praznine). Igra je smještena u 26. stoljeće u udaljenom dijelu mliječne staze te se sve tri rase iz originalne igre vraćaju i u nastavku.
Otkako je igra izišla, stekla je kultan status, pogotovo među multiplayer populacijom igrača, jer se organiziraju veliki turniri u svim regijama: Dreamhack i ESL (European Starcraft League) u Europi, NASL (North American Starcraft League) u Sjevernoj Americi i GSL (Global Starcraft League) u Južnoj Koreji.